# Дивер, Джеффри
Дже́ффри Ди́вер (Jeffery Deaver; род. 6 мая 1950, Глен-Эллин, Иллинойс, США) — американский писатель, журналист, адвокат и фолк-музыкант. Автор книг в жанрах триллера, таинственного и криминального детектива. Его романы появлялись в списках бестселлеров по всему миру, включая роман «Карт-бланш» про Джеймса Бонда, в том числе были отмечены The New York Times, The Times, Corriere della Sera, Sydney Morning Herald и The Los Angeles Times.

## Биография
Родился 6 мая 1950 в Глен-Эллине.
Получил степень бакалавра журналистики в Миссурийском университете и бакалавра права в Фордемском университете; первоначально работал в качестве журналиста. Позже он занимался юридической практикой, прежде чем сделать успешную карьеру в качестве писателя.

## Литературная деятельность
Наибольшую известность Дивер получил благодаря серии романов про детективов Линкольна Райма (страдает тетрапарезом) и Амелии Сакс. В 2006 году в интервью The Early Show Дивер сказал, что он чередует свои новые серии с романами про Линкольна Райма.
В 2001 году Дивер выпустил книгу The Blue Nowhere, в которой повествуется о чёрных хакерах (один использует социальную инженерию для совершения убийства) и борцах с преступлениями в сфере информационных технологий. Здесь же речь идёт про изобретателя триода Ли де Фореста.
Выступил приглашённым редактором сборника The Best American Mystery Stories 2009.
В 2011 году Дивер, считающий, что искусство — это бизнес и автор должен давать аудитории то, чего она хочет, опубликовал роман про Джеймса Бонда «Карт-бланш».
Дивер также создал героев и — в сотрудничестве с другими 14 писателями — серийный триллер «Рукопись Шопена» состоящий из 17 частей. В период с 25 сентября по 13 ноября 2007 года он читался Альфредом Молиной на Audible.
Дивер возглавил Ассоциацию детективных писателей США в 2017 году и в 2018 году стал вторым после Майкла Коннелли председателем этой организации, переизбранным на второй срок.

## Награды
- Премия Яна Флеминга Ассоциации писателей-криминалистов «Стальной кинжал»[англ.] за книгу «Зверинный сад» (англ. The Garden of Beasts) (2004)[4]
- Премия Яна Флеминга Ассоциации писателей-криминалистов «Стальной кинжал»[англ.] за сборник «Запутанный» (англ. Twisted) (2004)[5]
- Премия Ниро Вульфа[англ.]
- Трёхкратный обладатель премии Ellery Queen Reader’s Award на лучший рассказ года
- British Thumping Good Read Award
- International Thriller Writers Awards[англ.] (2009)
- Премия Яна Флеминга Ассоциации писателей-криминалистов «Стальной кинжал»[англ.] за лучшую книгу про Джеймса Бонда (2011)

## Произведения

### Отдельные работы
- Хозяйка правосудия (англ. Mistress of Justice) (1992)
- Урок о её смерти (англ. The Lesson of Her Death) (1993)
- Молитва для сна (англ. Praying for Sleep) (1994)
- Могила девы[6] (англ. A Maiden's Grave) (1995)
- Дьявольская слезинка[англ.] (англ. The Devil's Teardrop) (1999)
- Говоря на языках (англ. Speaking in Tongues) (2000)
- Голубое нигде[7] (англ. The Blue Nowhere) (2001)
- Сад чудовищ[8] (англ. Garden of Beasts)
- Брошенные тела (англ. The Bodies Left Behind) (2008)
- Грань[9] (англ. Edge) (2010)
- Октябрьский список (англ. The October List) (2013)

### Трилогия Руни
- Манхэттан мой удар[англ.] (англ. Manhattan Is My Beat) (1988)
- Смерть порнозвезды[англ.] (англ. Death of a Blue Movie Star) (1990)
- Горькие новости (англ. Hard News) (1991)

### Джон Пеллам
- Мелководные могилы (англ. Shallow Graves) (1992)
- Блюз кровавой реки (англ. Bloody River Blues) (1993)
- Адская кухня[англ.] (англ. Hell's Kitchen) (2001)

### Линкольн Райм
- Собиратель костей[англ.] (англ. The Bone Collector) (1997) (Премия Ниро Вульфа[англ.], 1999)
- Танцор у гроба[англ.] (англ. The Coffin Dancer) (1998)
- Пустой стул[англ.] (англ. The Empty Chair) (2000)
- Каменная обезьяна[англ.] (англ. The Stone Monkey) (2002)
- Исчезнувший
- Двенадцатая карта[англ.] (англ. The Twelfth Card) (2005)
- Холодная луна[англ.] (англ. The Cold Moon) (2006) (включает краткое появление Кэтрин Данс)
- Разбитое окно[англ.] (англ. The Broken Window) (2008)
- Под напряжением[англ.][10] (англ. The Burning Wire) (2010)
- Комната убийства (англ. The Kill Room ) (2013)
- Во власти страха[11] (англ. The Skin Collector — буквально «Сборщик кожи») (2014)
- The Steel Kiss (2016)
- The Burial Hour (2017)
- The Cutting Edge (2018)
- The Midninght lock (2021)

### Кэтрин Данс
- Спящая кукла[нем.] (англ. The Sleeping Doll) (2007) (включая краткое появление Линкольна Райма)
- Кресты у дороги[12] (англ. Roadside Crosses) (2009)
- XO (англ. XO) (2012) (включая краткое появление Линкольна Райма)
- Удалённый ручей (англ. Solitude Creek) (12 мая 2015)
- Холодная луна

### Джеймс Бонд
- Карт-бланш (2011)

### Сборники
- Конфедерация преступности (англ. A Confederacy of Crime) (2001)
- Запутанный[англ.] (англ. Twisted)(2003)
- Более запутанный[англ.] (англ. More Twisted) (2006)
- Умопомрачение[англ.] (англ. Trouble in Mind) (2014)

### Издания на русском языке
- Дивер Д. Собиратель костей / Пер. с англ. С. Алукард. — М.: ЭТП, 2002. — 410 с. (Серия «Паук»). ISBN 5-94106-012-2
- Дивер Д. Танцор у гроба / Пер. с англ. С. Саксин. — М. : ЭТП, 2002. — 375 с. (Серия «Паук»). ISBN 5-94106-015-7
- Дивер Д. Пустой стул / Пер. с англ. С. Саксин. — М.: ЭТП, 2003. — 381 с. (Серия «Паук»). ISBN 5-94106-024-6
- Дивер Д. Голубое Нигде / пер. с англ. М. Пановой. — М.: АСТ : Люкс, 2004. — 413 с. (Bestseller). ISBN 5-17-025408-3
- Дивер Д. Обезьяна из дикого камня // Избранные романы : В спец. ред. Ридерз Дайджест : Пер. с англ. / Гл. ред. Э. Медведева. — М.: Ридерз Дайджест, 2004. — 575 с. ISBN 5-89355-065-X : 190000
- Дивер Д. Исчезнувший // Избранные романы : в специальной редакции Ридерз Дайджест : пер. с англ. / гл. ред.: Э. Медведева. — М.: Изд. дом Ридерз Дайджест, 2004. — 575 с. ISBN 5-89355-085-4
- Дивер Д. Адская кухня / пер. с англ. С. Саксина. — М.: АСТ : Хранитель, 2007. — 318 с. (The International bestseller). ISBN 978-5-17-048639-7
- Дивер Д. Спящая кукла // Избранные романы Ридерз Дайджест / гл. ред. : Э. Медведева. — М.: Ридерз Дайджест, 2008. — 575 с. (Избранные романы Ридерз Дайджест).; ISBN 978-5-89355-246-1
- Дивер Д. Холодная луна / пер. с англ. С. Минкина. — М.: АСТ ; Владимир : ВКТ, 2008. — 510 с. (The International Bestseller). ISBN 978-5-17-049113-1
- Дивер Д. Спящая кукла / пер. с англ. С. Минкина. — М.: АСТ, 2009. — 540 с. ISBN 978-5-17-062140-8
- Дивер Д. Разбитое окно / пер. с англ. Н. И. Жарова. — М.: ACT : Полиграфиздат, 2010. — 540 с. ISBN 978-5-17-064394-3
- Дивер Д. Исчезнувший / пер. с англ. С. Б. Певчева. — М.: ACT, 2010. — 476 с. (Детектив). ISBN 978-5-17-065955-5
- Дивер Д. Двенадцатая карта / пер. с англ. В. Полещикова. — М.: АСТ : Астрель, 2011. — 537 с. ISBN 978-5-17-075260-7
- Дивер Д. Карт-бланш: новый роман о приключениях Джеймса Бонда / пер. с англ. М. Десятовой, В. Лопатки. — М.: ACT, 2011. — 447 с. ISBN 978-5-17-074096-3: 5000
- Дивер Д. Могила девы / пер. с англ. А. А. Соколова. — М.: АСТ, 2013. — 476 с. (Серия «Бестселлеры Джеффри Дивера») (Neoclassic). ISBN 978-5-17-078273-4
- Дивер Д. Слеза дьявола / пер. с англ. И. Л. Моничева. — М.: АСТ, 2013. — 478 с. (Бестселлеры Джеффри Дивера) (Neoclassic). ISBN 978-5-17-074027-7
- Дивер Д. Грань / пер. с англ. И. Моничева. — М.: АСТ, 2014. — 510 с. (Серия «Бестселлеры Джеффри Дивера») (Neoclassic). ISBN 978-5-17-082031-3
- Дивер Д. Кресты у дороги / пер. с англ. Н. Абдуллина. — М.: АСТ, 2014. — 383 с. (Бестселлеры Джеффри Дивера) (Neoclassic). ISBN 978-5-17-081512-8
- Дивер Д. Во власти страха / пер. с англ. Д. В. Вознякевича. — М.: АСТ, 2015. — 415 с. (Серия «Криминальный роман»). ISBN 978-5-17-087156-8
- Дивер Д. Брошенные тела / пер. с англ. И. Л. Моничева. — М.: АСТ : Полиграфиздат, 2014. — 543 с. (Бестселлеры Джеффри Дивера). ISBN 978-5-17-081338-4
- Дивер Д. Сад чудовищ / пер. с англ. А. Ахмеровой. — СПб.: Азбука, 2017. — 445 с. (Звёзды мирового детектива). ISBN 978-5-389-12086-0 : 4000 экз.
- Дивер Д. Пустой стул / пер. с англ. С. Саксина. — СПб.: Азбука, 2018. — 478 с. (Звёзды мирового детектива). ISBN 978-5-389-14036-3 : 3000 экз.
- Дивер Д. Спящая кукла / пер. с англ. С. Минкина. — СПб.: Азбука, 2018. — 573 с. (Звёзды мирового детектива). ISBN 978-5-389-15503-9 : 3000 экз.
- Дивер Д. Танцор у гроба / пер. с англ. С. Саксина. — СПб.: Азбука, 2018. — 445 с. (Звёзды мирового детектива). ISBN 978-5-389-14745-4 : 4000 экз.
- Дивер Д. Каменная обезьяна / пер. с англ. С. Саксина. — СПб.: Азбука, 2018. — 478 с. (Звёзды мирового детектива). ISBN 978-5-389-14528-3 : 3000 экз.
- Дивер Д. Собиратель костей / пер. с англ. С. Алукард. — СПб.: Азбука-Аттикус, 2018. — 509 с. (Звёзды мирового детектива). ISBN 978-5-389-14255-8 : 5000 экз.
- Дивер Д. Терапевт // Все новые сказки: антология / пер. с англ. / сост. Нил Гейман, Эл Саррантонио. — М.: АСТ, 2019. — 639 с. (Все новые сказки). ISBN 978-5-17-114622-1 : 2000 экз.

## Экранизации
- Мёртвая тишина[англ.] (англ. Dead Silence) (1997) (экранизация на ТВ романа «Девичья могила» (англ. A Maiden's Grave))
- Сборщик костей (англ. The Bone Collector) (1999) (в российском прокате вышел под названием Власть страха)
- Дьявольская слезинка (2010) (англ. The Devil's Teardrop) (экранизация одноимённого романа на ТВ)
- Линкольн Райм: Охота на Собирателя костей (англ. Lincoln Rhyme: Hunt for the Bone Collector) (2020) (в российском прокате сериал вышел под названием «Собиратель костей»)